# Nepenthes gracilis
Nepenthes gracilis Korth., 1840 è una pianta carnivora della famiglia Nepenthaceae, diffusa nel Sud-est asiatico.

## Distribuzione e habitat
È stata osservata in Borneo, Cambogia, Malaysia Peninsulare, Singapore, Sulawesi, Sumatra e Thailandia.
Cresce a 0–1100 m.

## Conservazione
La Lista rossa IUCN classifica Nepenthes gracilis come specie a rischio minimo (Least Concern).